# Jakob Strickner
Jakob Strickner vulgo Fidler Joggl (* 19. November 1915 in Gries am Brenner; † 20. März 1994 ebenda) war vormals ein führender Nationalsozialist in Tirol, später langjähriger Kommunalpolitiker, Gast- und Landwirt in Vinaders (Gries am Brenner) sowie Kaufmann in Innsbruck.

## Leben
Am 1. April 1933 trat Strickner der NSDAP bei (Mitgliedsnummer 1.531.675). Zum 1. Mai 1933 schloss er sich der SA an, wechselte aber zum 1. Januar 1934 zur SS (SS-Nummer 295.065), wo er damit beauftragt wurde, im Wipp- und Stubaital die SS aufzustellen und diese zu führen. Strickner war Ortsgruppenleiter in Steinach am Brenner und beim Juliputsch 1934 involviert.
Nach dem Anschluss Österreichs 1938 bereicherte er sich am jüdischen Eigentum und arisierte ein Innsbrucker Geschäft. Seinen Bauernhof samt Gasthaus in Vinaders verpachtete der SS-Hauptscharführer und zog nach Innsbruck. An dem Novemberpogrom 1938 in Innsbruck war er maßgeblich beteiligt.
Strickner trat bereits früh aus der römisch-katholischen Kirche aus und erreichte am 22. März 1946 mit einer fragwürdigen „Wiedertaufe“ bei den Kapuzinern in Brixen die Rückkehr zur Kirche.
Noch vier Jahre nach der NS-Herrschaft am Ostersonntag 1949 wurde der gesuchte Massenmörder und berüchtigte KZ-Arzt Joseph Mengele von Strickner und Adolf Steiner aus Meran über den Brennerpass geschleust.
Diese Fluchthilfe für Mengele beschäftigte Medien und Politik noch viele Jahre später, womit auch die NS-Vergangenheit Strickners 1985 öffentlich durch ein Gerichtsverfahren bekannt wurde.
Von 1956 bis 1980 war er Bürgermeister der Gemeinde Gries am Brenner.
Besonders setzte er sich um das Schulwesen in der Gemeinde ein, betrieb den Bau der gemeinsamen Volksschule und machte Gries am Brenner zum Hauptschulort im Oberen Wipptal.
Ebenso errichtete er den ersten Kindergarten in der Gemeinde.
Weiters verwirklichte Strickner unter anderem durch die Vollendung des gemeindeeigenen Elektrizitätswerkes, den Bau des Gemeindehauses und die Erschließung des Sattelberges.

## Ehrungen
Am 13. Februar 1973 wurde mit Beschluss des Gemeinderates für Jakob Strickner die Ehrenbürgerschaft der Gemeinde Gries am Brenner beschlossen, welche wenige Monate später bei einem Dorffest im Rahmen eines Festaktes in Anwesenheit des Bezirkshauptmanns verliehen und öffentlich gefeiert wurde.
Ebenso wurde Strickner im Jahr 1979 noch als aktiver Bürgermeister zum Ehrenmitglied der Freiwilligen Feuerwehr Gries am Brenner ernannt.